# Dusfort
Dusfort es una localidad española del municipio de Calonge de Segarra, perteneciente a la provincia de Barcelona, en la comunidad autónoma de Cataluña.

## Historia
Hacia mediados del siglo XIX, el lugar tenía contabilizadas 9 casas. La localidad aparece descrita en el séptimo volumen del Diccionario geográfico-estadístico-histórico de España y sus posesiones de Ultramar de Pascual Madoz de la siguiente manera:

DUSFORT o DUFORT: l. con ayunt. en la prov., aud. terr., c. g. de Barcelona (21 leg.), part. jud. de Igualada (5), dióc. de Vich. sit.: en llano con buena ventilacion y clima saludable. Tiene 9 casas y 1 igl. parr., aneja de la de Cunill. Confina el térm. con el de este pueblo y con los de Calaf, Mirambell, Prats del Rey y Guardia. El terreno es de regular calidad, y le cruzan varios caminos locales. prod. trigo, legumbres y vino; cria ganado y caza de varias especies. pobl. y riqueza: unidas á Cunill. (V.)
(Madoz, 1847, p. 429)

En la actualidad pertenece al municipio de Calonge de Segarra. En 2022, la entidad singular de población tenía empadronados 23 habitantes y el núcleo de población 21 habitantes.